# Eldin Karišik
Eldin Karišik, född 18 mars 1983 i Bosnien, är en svensk före detta fotbollsspelare.

## Karriär
Karišik flyttade till Sverige när han var nio år. 2001 blev han uppflyttad till Helsingborgs A-trupp. I november 2006 värvades han av IFK Göteborg. Han hade under sin karriär mycket problem med skador.